# Ricardo Dabrowski
Ricardo Dabrowski (Temperley, 28 marzo 1961) è un allenatore di calcio ed ex calciatore argentino.

## Palmarès
- Primera Division Cile

Colo-Colo: 1989-1990-1991
- Coppa Libertadores

Colo-Colo: 1991